# Rio Espingarda
Rio Espingarda är ett vattendrag i Brasilien.   Det ligger i delstaten Tocantins, i den centrala delen av landet, 600 km norr om huvudstaden Brasília.
Omgivningarna runt Rio Espingarda är huvudsakligen savann. Trakten runt Rio Espingarda är nära nog obefolkad, med mindre än två invånare per kvadratkilometer.